# Ozvěny mrtvých
Ozvěny mrtvých (anglicky Stir of Echoes) je americký filmový horor z roku 1999. Snímek natočil natočil režisér David Koepp podle románu Richarda Mathesona.
Hlavní hrdina Tom začne trpět zvláštními představami poté, kdy ho jeho švagrová Lisa uvede do hypnotického spánku. Zjevuje se mu mrtvá mladá žena a postupně ho přinutí, aby odhalil děsivé tajemství její násilné smrti.

## Děj
Telefonní mechanik Tom Witzky žije se svou těhotnou manželkou Maggie a malým synem Jakem v pronajatém domě na předměstí Chicaga.
Tom s Maggie navštíví večírek, kde je i Maggiina sestra Lisa, která se zabývá hypnózou a paranormálními jevy. Tom se k těmto jevům staví velmi rezervovaně a v mírně přiopilém stavu vyhecuje Lisu, aby ho zhypnotizovala. Ta po nějaké době souhlasí. Tichým hlasem hovoří k Tomovi, aby si představil prázdné temné kino se zářícím bílým plátnem v dálce. Plátno se pomalu přbližuje a po chvíli je na něm zřetelný nápis: „Spi!“ a v tu chvíli Tom upadá do hypnotického spánku. V jeho průběhu je svědkem děsivých událostí, jejichž smyslu není schopen porozumět.
Hrůzné vidiny ho pronásledují i v dalších dnech. Stále se mu zjevuje mrtvá dívka, která se s ním pokouší komunikovat. Jednoho dne Tom s Maggie odcházejí na středoškolský zápas amerického fotbalu, ve kterém má nastoupit Adam, syn jejich rodinných přátel Franka a Sheily McCartyových. Malého Jakea přichází hlídat mladá studentka Debbie Kozacová, která si přivydělává jako chůva. Ještě před začátkem utkání Toma přepadne zvláštní tušení, že s Jakem není něco v pořádku a utíká domů. Chlapce ani jeho chůvu tam však nenajde. Vyběhne před dům a sleduje zvláštní záblesky červených světel, které ho vedou ke stanici metra. Zde najde Debbie s Jakem v náručí, jak vzrušeně hovoří se svou matkou. Nejprve ji chce obvinit z únosu dítěte, ale Debbie mu vysvětlí, že chtěla jen Jakea ukázat své matce. Zmínil se totiž, že si povídá s dívkou jménem Samantha, tedy o Debbiině sestře, která je již šest měsíců nezvěstná. Ohromený Tom už na obvinění netrvá, uvědomí si totiž, že Samantha je onou dívkou, jež ho pronásleduje v děsivých přeludech. Zároveň je zřejmé, že i Jake má podobný „dar“ komunikace s mrtvými.
Tom je Samanthou naprosto posedlý a začíná zjišťovat okolnosti jejího zmizení od lidí v okolí. O případ se začnou zajímat i jeho domácí Harry Damon, dále Tomův přítel Frank McCarthy a synové obou mužů Kurt Damon a Adam McCarthy. Všichni již případ Samanthy pustili z hlavy a považovali ho za běžný útěk z domova.
Během odpolední procházky Jake a Maggie náhodně navštíví hřbitov, kde právě probíhá pohřeb za účasti salutujících uniformovaných policistů. Policista jménem Neil se pohledem setká s Jakem a okamžitě rozpozná jeho talent pro komunikaci s mrtvými. Dá se do řeči s Maggie, která mu vypráví o podivném manželově chování v poslední době. Neil jí navrhuje, ať k němu Toma pošle, rád by si s ním pohovořil a mohl by mu i případně pomoci. Maggie však Tomovi tuto příhodu zamlčí a na sjednanou schůzku se vydává sama. Neil jí prozradí, že Tom pravděpodobně komunikuje s duchem a že onen duch chce, aby pro něj Tom cosi vykonal.
Samantha opravdu obtěžuje Toma čím dál více a neustálé vidiny vedou až k jeho trvalé nespavosti. Vyhledá tedy švagrovou Lisu a požaduje, aby ho znovu zhypnotizovala a vrátila zpět změny provedené v jeho mysli a zbavila ho tak utrpení. Lisa Toma tedy znovu uspí obdobným způsobem; ocitá se v temném kině, jenom v dáli svítí zářivě bílé plátno. Ovšem kino není tentokrát prázdné, jako tomu bylo porvé. V přední řadě blízko plátna sedí ženská postava – Samantha. Na plátně se objevuje nápis „Kopej!“
Tom si je dobře vědom, co tento vzkaz znamená. Okamžitě se pouští do překopávání zahrady u svého domu, aby konečně rozluštil tajemství a zbavil se hrůzných vidin. Když Maggie s Jakem odjedou na pohřeb Maggiiny babičky, Tom se rozhodne pokračovat v kopání i uvnitř domu. Pořídí si sbíječku a snaží se rozbít podlahu ve sklepě. Při tom neúmyslně rozbije i cihlovou zeď za ní a konečně objeví Samanthino mrtvé tělo. Dotkne se její ruky a vzápětí je svědkem retrospektivy událostí, které vedly k dívčině násilné smrti. Adam s Kurtem nalákali Samanthu do domu, aby ji mohli znásilnit. Když se bránila, tak se snažili zlomit její odpor a nešťastnou náhodou ji zabili. Tom poté přivádí do sklepení svého přítele Franka a odhalí mu celý zločin. Zlomený Frank vytáhne zbraň a žádá, aby ho Tom nechal o samotě. Ten opustí sklep a po chvíli zaslechne výstřel.
Vzápětí se v domě objeví Harry Damon i se synem Kurtem. Harry jako majitel vysloví rozhořčení nad stavem domu. Ale otci i synovi je jasné, jaký je důvod rozkopaných podlah a zahrady, a tak se pokusí Toma zabít. Jsou však vyrušeni nečekaným příjezdem Maggie, která podvědomě tušila, že se v domě děje něco podivného. Harry si ji vezme jako rukojmí, ale ze sklepa vyběhne Frank a oba násilníky zastřelí. Tom už jenom zahlédne Samanthina ducha, jak si navléká kabát a brýle a odchází na ulici a zmizí.
Rodina Witzkyových se poté odstěhuje z domu. Když odjíždějí, Tom i Maggie jsou ve skvělé náladě; začíná jim nový život. Jenom Jake slyší z domů, kolem kterých projíždějí, směsici hlasů od všudypřítomných duchů.

## Obsazení
| Kevin Bacon          | Tom Witzky      |
| Kathryn Erbe         | Maggie Witzky   |
| Zachary David Cope   | Jake Witzky     |
| Illeana Douglas      | Lisa            |
| Jennifer Morrisonová | Samantha Kozac  |
| Liza Weil            | Debbie Kozac    |
| Kevin Dunn           | Frank McCarthy  |
| Lusia Strus          | Sheila McCarthy |
| Chalon Williams      | Adam McCarthy   |
| Conor O'Farrell      | Harry Damon     |
| Steve Rifkin         | Kurt Damon.     |
| Eddie Bo Smith Jr    | Neil            |

## Produkce
Režisér David Koepp byl již nějakou dobu rozhodnut, že jeho dalším natočeným filmem bude horor. Protože byl vášnivým obdivovatelem spisovatele Richarda Mathesona, jenž v roce 1958 napsal román A Stir of Echoes, tak se rozhodl natočit film dle této knihy. Koepp později vzpomínal, jak byl napjatý, když přivážel návrh scénáře Mathesonovi k nahlédnutí. Obával se, že provedené změny v ději by se spisovateli nemusely zamlouvat. Mathesson, jenž zároveň vyslovil svůj obdiv k režisérově prvotině Zpětná reakce, návrh scénáře schválil. K tomu uvedl: „Jsem si jist, že odvedl dobrou práci. Znám jeho předchozí dílo, a to bylo velmi dobré. Jeho styl je vynikající.“ Koepp připustil, že ho při práci na scénáři ovlivnily filmy Romana Polańského Hnus a Rosemary má děťátko a též snímek Mrtvá zóna režiséra Davida Cronenberga.
Film byl produkován filmovým studiem Artisan Entertainment s rozpočtem 12 miliónů dolarů. Natáčení probíhalo v Chicagu v období mezi 5. říjnem a 21. listopadem 1998, tedy po dobu 39 dnů. Režisér Brian De Palma několikrát navštívil natáčení a přišel s několika podněty; jedním z nich bylo použití dlouhého záběru na Kevina Bacona během první poloviny dlouho trvajícího dialogu. Koep pojal scénu uvádění do hypnózy v temném prázdné kině se zářícím plátnem, tedy přesně podle knižní předlohy.

## Přijetí a kritika
Velké množství kritických ohlasů se shodlo na tom, že filmu uškodilo uvedení krátce po úspěšných snímcích z téhož roku: Šestý smysl, Záhada Blair Witch a Mumie. Roger Ebert napsal, že Bacon „zazářil a předvedl jeden z nejlepších hereckých výkonů své kariéry“ a že „Koepp dovedně skloubil nadpřirozené úkazy s všedními sousedskými vztahy, které jsou spíše smutné až tragické“.
Filmový magazín Empire ohodnotil film čtyřmi hvězdičkami z pěti možných a uvedl, že „tato nenápadně hrůzyplná adaptace Mathesonova románu byla zastíněna úspěchem filmu Šestý smysl“ a pochvalně se zmiňuje o duchaplné práci kameramanů. Agregátor filmových recenzí Rotten Tomatoes uvádí, že průměrné hodnocení spokojenosti 103 kritiků činí 67 % a průměrný rating dosáhl hodnoty 6,4 z 10.

## Volné pokračování
V roce 2007 byl uveden televizní film Ozvěny mrtvých: Návrat. Scénář napsal Ernie Barbaras a sám i snímek režíroval. Nejde však o pokračování v pravém slova smyslu; jediným pojítkem s původním filmem je postava Jakea Witzkyho, který se zde objevuje spíše jen v okrajové roli.